# Постенница
Постенница (лат. Parietaria; от paries — стена) — космополитичный род травянистых растений семейства Крапивные (Urticaceae).

## Ботаническое описание
Однолетние или многолетние травянистые растения, без жгучих волосков. Стебли часто ветвящиеся от основания, иногда в основании одревесневающие, прямостоячие, восходящие или распростёртые. Листья очерёдные, от дельтовидных или округлых до узкоэллиптических или ланцетных, черешковые, цельные, цельнокрайные; прилистники отсутствуют.
Цветок обоеполые или однополые, собраны в дихазиальные пазушные соцветия, нижние цветки обычно обоеполые и тычиночные, а верхние цветки пестичные. Прицветники чашечковидные, от линейных до ланцетных. Тычиночные цветки с околоцветником из (3) 4 сегментов, 4 тычинками и рудиментарной завязью. Околоцветник пестичных и обоеполых цветков из (3) 4 долей, обычно разрастающихся после цветения. Плоды — яйцевидные, слегка сжатые, обычно блестящие орешки. Семена с эндоспермом; семядоли продолговато-яйцевидные. x = 7, 8, 10, 13.

## Виды
Род включает 25 видов:
- Parietaria alsinefolia Delile — Постенница мокричнолистная
- Parietaria cardiostegia Greuter
- Parietaria cretica L.
- Parietaria debilis G.Forst. — Постенница слабая
- Parietaria decoris N.G.Mill.
- Parietaria elliptica K.Koch — Постенница эллиптическая
- Parietaria erronea Panov
- Parietaria feliciana Phil.
- Parietaria filamentosa Webb & Berthel.
- Parietaria floridana Nutt.
- Parietaria hespera Hinton
- Parietaria judaica L. — Постенница иудейская
- Parietaria lusitanica L. — Постенница лузитанская
- Parietaria macrophylla B.L.Rob. & Greenm.
- Parietaria mauritanica Durieu
- Parietaria micrantha Ledeb. — Постенница мелкоцветная, или Постенница мелкоцветковая
- Parietaria officinalis L. typus — Постенница лекарственная, или Постенница аптечная
- Parietaria pensylvanica Muhl. ex Willd.
- Parietaria praetermissa Hinton
- Parietaria rechingeri Chrtek
- Parietaria rhodopaea Panov
- Parietaria roschanica Jarman ex Ikonn.
- Parietaria semispeluncaria Yildirim
- Parietaria serbica Pančić — Постенница сербская
- Parietaria umbricola A.G.Mill.